# 亚历山大·达勒·厄恩
亚历山大·达勒·厄恩（1985年5月21日—2012年4月30日）是一名挪威男子游泳运动员。曾参加2004年和2008年两届奥运，其中在2008年北京奥运期间获得男子100米蛙泳的银牌。2012年4月30日，他在旅馆浴室洗澡时倒地，尽管队友强行砸门而入将其救出，他依然不治身亡。后来报告显示他死于冠状动脉血块造成的心脏病。